# Esmalte

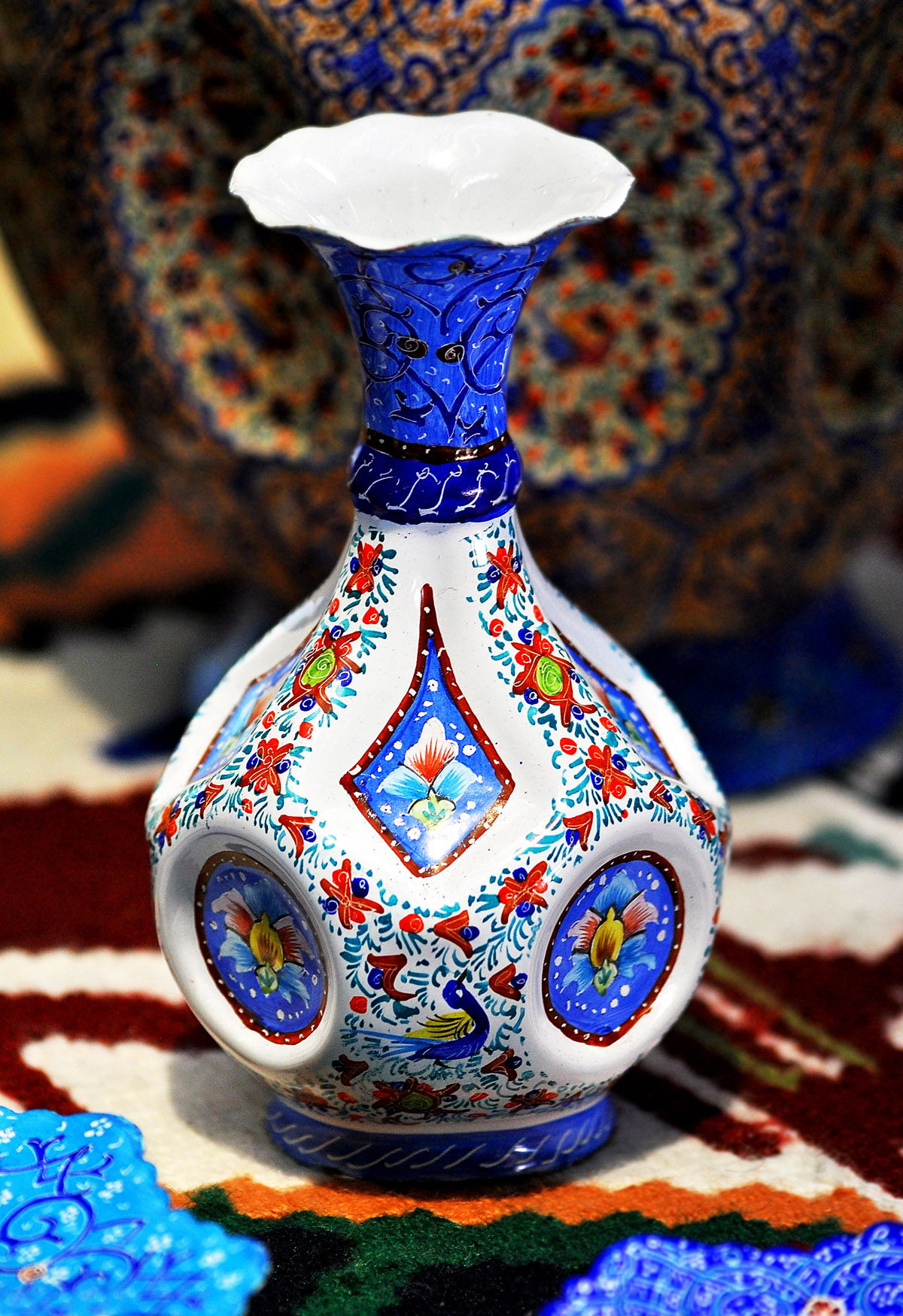
Artesanía iraní

Esmalte y esmaltado, como técnica del esmalte vidriado o esmalte porcelánico en arte, cerámica y otras artesanías, es el resultado de la fusión de cristal en polvo sustrato a través de un proceso de calentamiento, normalmente entre 750 y 850 °C. El polvo se funde y crece endureciéndose formando una cobertura suave y vidriada muy duradera en el metal, el vidrio o la cerámica. A menudo se aplica el esmalte en forma de pasta, y puede ser trasparente u opaco cuando es calentado. El esmalte vidriado puede aplicarse a la mayoría de los metales.

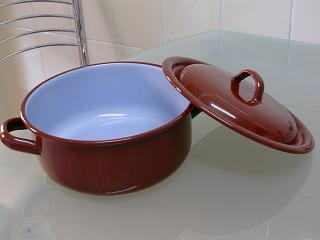
Tradicional cazuela de cocina fabricada en hierro esmaltado.

El esmalte vidriado tiene muchas propiedades excelentes. Es suave, resistente a las agresiones mecánicas o químicas, duradero, puede mantener colores brillantes durante mucho tiempo y no es combustible. Entre sus desventajas destaca su tendencia a romperse o hacerse añicos cuando el sustrato es sometido a deformaciones o esfuerzos.
La durabilidad del esmalte le ha proporcionado muchas aplicaciones funcionales, incluidos los carteles publicitarios de comienzos del siglo XX, las paredes interiores de hornos, cazuelas y otros recipientes de cocina, paredes exteriores de alta calidad, grifería y almacenamiento en silos.

## Tipos de esmalte

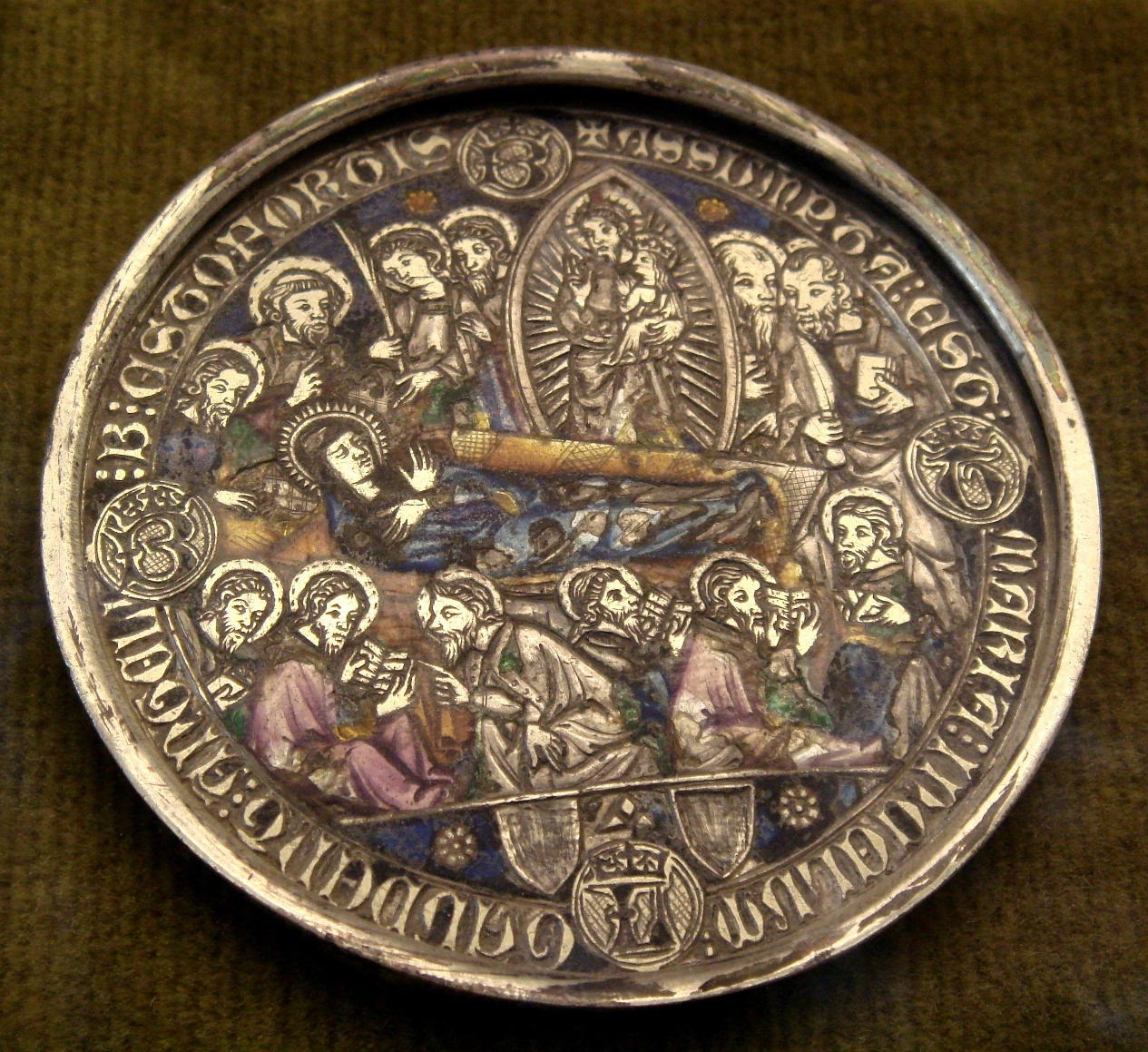
Placa de la oportunidad, en la que se utiliza esmalte de bajorrelieve.

Se conocen diversas formas y maneras de esmalte en la decoración de joyas y muebles y en la formación de dibujos y figuras con el mismo, las cuales se caracterizan por el distinto procedimiento que en la operación se ha seguido, a saber:
1. Esmalte cloisonné,[n. 1] esta técnica de esmalte parece que se introdujo en Europa a través de Irán y Bizancio alrededor del siglo X. Consiste en rellenar con esmalte los alvéolos o cavidades dejadas expresamente en las piezas. Estos compartimentos sobresalen del plano por finos bordes llamados ESMALTADOS a veces estos bordes son realizados con hilos metálicos que se adhieren a la superficie de la lámina que forma el objeto. El esmalte se queda unido como un relleno dentro de las cavidades por medio de fusión. Se pueden hacer dibujos geométricos elementales hasta los más complicados según el autor de la obra. En orfebrería se aplicó en la Antigüedad y en la Edad Media en elementos litúrgicos como cruces procesionales, relicarios e incluso en pequeños altares.[3]
2. Esmalte champlevé,[n. 2] es una simplificación del precedente del que se diferencia en que los alvéolos o cavidades se labran directamente en la lámina que forma la pieza a golpe de cincel o con incisión; normalmente no se dejan cavidades estrechas o tan finas como con el cloisonné ni se necesitan bordearlos con los finos hilos metálicos. Esta técnica fue empleada en la época merovingia en Francia extendiéndose durante la Edad Media por el resto de países europeos. La escuela renana, en la zona próxima a Colonia, fue una de las más conocidas  con artistas como Nicolas de maduro. La escuela y alcanzó una gran extensión cronológica desde el siglo XII hasta el XVI, fue realizada en talleres de los propios monasterios y sus templos sus propios objetos de uso litúrgico. El contraste de color más empleado era con el azul y el dorado.[4]
3. Esmalte de bajorrelieve (de basse-taillé) que se logra cincelando una plancha u objeto metálico en finos relieves y cubriéndolos luego con esmalte de color y en polvo para que al someterlo a la acción del fuego quede la sustancia vítrea depositada en los surcos.
4. Esmalte traslúcido o transparente que puede ser el anterior y también el que se deposita sobre fondos de oro o de plata para darles brillo.
5. Esmalte pintado o de pintores que lleva figuras pintadas sobre una placa lisa (o previamente esmaltada) y sometida de nuevo a la fusión, apareciendo el conjunto como un verdadero cuadro de pintura sobre fondo blanco.
6. Esmalte de aplicación, que sencillamente consiste en un esmalte alveolado, hecho fuera de la pieza que con él se adorna y aplicado a ella como si se tratara de engastarle una piedra preciosa.
7. Esmalte cuadriculado, que viene a ser una incrustación de oro practicada en surcos abiertos en una pieza artística de cristal de roca o de vidrio blanco y que lleva encima una capa de esmalte muy fusible. El nielo o niel es una forma de esmalte negro.

## Historia
El esmalte en forma de barniz vidriado para embellecer y proteger las obras de cerámica fue reconocido desde tiempos remotos en las civilizaciones griegas y egipcia. De ellas, debió tomarlos la civilización prehelénica pues se han descubierto en las ruinas del palacio de Minos en Cnossos azulejos parecidos a los orientales. De los egipcios lo aprendieron sin duda los fenicios, según puede comprobarse en las vasijas halladas en Cámiros (Rodas) de factura fenicia y reminiscencia egipcia. De los asirios fueron continuadores los persas y de estos lo recibieron los bizantinos, los árabes y tal vez los chinos. No dejaron de practicar esta industria los griegos y romanos aunque escasamente, salvo sencillas decoraciones en algunas vasijas. 
En cuanto al esmalte para la decoración de objetos metálicos y de joyas se ignora si fue conocido por los pueblos antiguos de Oriente, pues las alhajas que se han descubierto con apariencia de tener esmaltes alveolados parecen más bien decoradas con piedras finas y con fragmentos de vidrio engastados en los alvéolos de las piezas. Los griegos y romanos hicieron algún uso del verdadero esmalte, como aparece en el adorno de algunas de sus fíbulas y joyas y asimismo los pueblos bárbaros de su época, pues se han descubierto en el Cáucaso y en Siberia no pocos bronces, sobre todo, fíbulas, con esmaltes campeados.
En la Edad Media, el esmalte vivió una auténtica época de esplendor. Se empleó como decoración de joyas, objetos litúrgicos, relicarios... con una gran riqueza e inventiva en cuanto a soluciones formales. Destacaron en Europa los esmaltes de Limoges en Francia y la escuela de Silos en España.